# Ulica Teofila Magdzińskiego w Bydgoszczy
Ulica Teofila Magdzińskiego w Bydgoszczy – ulica na terenie miasta lokacyjnego Bydgoszczy, we wschodniej części Starego Miasta. Rozciąga się w przybliżeniu na kierunku wschód-zachód, od Starego Rynku do ul. Przy Zamczysku. Jej długość wynosi ok. 195 m.

## Historia
Ulica Teofila Magdzińskiego została wytyczona w połowie XIV wieku podczas kształtowania bydgoskiego miasta lokacyjnego. Przebiegała ona we wschodniej części ówczesnego miasta Bydgoszczy, łącząc południowo-wschodni narożnik Starego Rynku z ulicą Podwale. W okresie staropolskim dla ulicy Magdzińskiego i Podwale stosowano tę samą nazwę „platea dicta Żabia”.
Pierwsze zapisy o domach i browarach zlokalizowanych przy ulicy Żabiej pochodzą z 1560 r. Liczba wzmianek znacznie wzrosła z początkiem XVII wieku. W latach 40., 50. i 60. XVII wieku prócz domów drewnianych, browarów i pustych placów, są wzmiankowane także murowane kamienice. Nie jest znana dokładna lokalizacja wzmiankowanych budynków czy placów. Mieszkańcy tych posesji byli właścicielami ogrodów, których sytuowanie określano na wale za miastem Przedmieścia Kujawskiego lub też na terenie między miastem a skarpą szwederowską.
U wschodniego wylotu ulicy znajdowało się starorzecze Brdy, które w XIV wieku zaadaptowano na fosę zamkową. W XVII-XVIII wieku nabrzeże rzeki stopniowo zasypywano odpadkami komunalnymi z miejskich placów i ulic, jak i z prywatnych posesji. W konsekwencji powodowało to zamulanie fosy i powiększanie powierzchni miasta.
Po przejęciu miasta przez Królestwo Prus, na szczegółowym planie zabudowy miasta sporządzonym przez geometrę Gretha w 1774 r., posesje wzdłuż ulicy zajęte są częściowo przez istniejącą w tym czasie zabudowę. Puste działki znajdowały się: w narożu Starego Rynku oraz w rejonie ul. Podwale. W 1787 r. u wschodniego wylotu ulicy, na dawnym nabrzeżu fosy zamkowej władze pruskie wzniosły budynek miejskiej fary ewangelickiej, który był pierwszą świątynią niekatolicką w mieście. W związku z tym, że ulica prowadziła ze Starego Rynku do świątyni, jej nazwę zmieniono na „Kościelna”. Do 1815 r. powstała pełna pierzeja kamienic z obu stron ulicy. Na planie miasta z 1834 r. widnieje 14 kamienic przy ulicy, zaś 16 na planie katastralnym z 1876 r.
W 1899 r. rozpoczęto szeroko zakrojone prace zmierzające do uporządkowania i zagospodarowania dawnego wzgórza zamkowego, leżącego na wschodnim przedłużeniu ulicy. W ramach tych prac, na miejscu rozebranej starej fary ewangelickiej wybudowano w 1904 r. miejską halę targową, zaś ulicę Magdzińskiego przedłużono w kierunku wschodnim, aż do nowo wytyczonej ul. Przy Zamczysku. Perspektywę ulicy zamknęła nowo wzniesiona świątynia pw. św. Krzyża, która do 1945 r. odgrywała rolę miejskiej fary ewangelickiej, zaś później stała się kościołem jezuitów.
Ukształtowany na początku XX wieku charakter ulicy Magdzińskiego nie zmienił się w następnych dziesięcioleciach. Obecnie ulica została ujęta w Planie Rewitalizacji Bydgoszczy (modernizacja nawierzchni).
W latach 1998–2022 budynek z nr 2 zajmowany był przez restaurację Baalbek.

### Nazwy
Ulica w przekroju historycznym posiadała następujące nazwy:
- XVI w. – I poł. XVIII w. – platea transversalis (Żabia)
- 1800-1816 – Froschstraße
- 1840-1920 – Kirchenstraße
- 1920-1931 – Kościelna
- 1932-1939 – Teofila Magdzińskiego
- 1939-1945 – Kirchenstraße
- od 1945 – Teofila Magdzińskiego

Nazwa ulicy nawiązuje do osoby Teofila Magdzińskiego (1818-1889) – polskiego patrioty i polityka, reprezentanta ludności polskiej w Reichstagu i władzach miejskich Bydgoszczy.

## Architektura
Pierzeje ulicy Podwale stanowią w większości budynki wzniesione od końca XVIII do początku XX wieku. Wśród nich wyróżnia się budynek miejskiej hali targowej, wzniesiony w 1904 roku przez berlińską spółkę Boswau & Knauer.

## Wybrane budynki
| Nr | Adres             | Lata budowy     | Styl architektoniczny  | Wpisany do rej. zabytków | Uwagi | Zdjęcie |
| -- | ----------------- | --------------- | ---------------------- | ------------------------ | --- | ------- |
| 1. | Podwale 4         | 1904            | neogotyk               | T                        | Miejska hala targowa. Stoi na rogu ul. Magdzińskiego. |         |
| 2. | Stary Rynek 27    | 1775            | klasycyzm              | T                        | Kamienica na rogu Starego Rynku i ul. Magdzińskiego. Zwana „Pod Złotym Łososiem” była wielokrotnie przebudowywana: w XVII, XVIII i pod koniec XIX w. Posiada mansardy z lukarnami z drewna oraz profilowany gzyms koronujący. Zachowały się gotyckie fundamenty, piwnice oraz czworoboczny dziedziniec. Według legendy, w domu na I piętrze w czasie przejazdu do Moskwy zatrzymał się na nocleg cesarz francuski Napoleon Bonaparte |         |
| 3. | Jana Kazimierza 2 | koniec XVIII w. | klasycyzm              | T                        | Kamienica na rogu ulic: Jana Kazimierza i Teofila Magdzińskiego |         |
| 4. | Magdzińskiego 18  | 1924            | modernizm, neorenesans | N                        | Kamienica na rogu ul. Podwale i ul. Magdzińskiego. Budynek jednokondygnacyjny, modernistyczny, z attyką w stylu renesansowym. Powstał jako pawilon handlowo-usługowy. Po 1974 r. powiększono jego powierzchnię. Do lat 90. XX w. sklep Zakładów Rowerowych Romet, następnie restauracja. W 2018 przeprowadzono ocieplenie ścian i remont elewacji.                                                                                   |         |